# Adrián Dufflocq Galdames
Adrián Maximino Dufflocq Galdames (29 de mayo de 1905-7 de junio de 1993), fue un pedagogo chileno, autor del Silabario hispanoamericano publicado en 1945, que con más de 90 ediciones en diversos países hispanohablantes, es todavía utilizado para la enseñanza de la lectura y escritura.

## Vida
El educador era también un hispanista apasionado y un amante de la lengua castellana, actuando como escritor y editor de la que sería su magna obra ante la historia de la educación mundial.
Para enseñarle a leer y escribir a su pequeño hijo, comenzó a elaborar unas cartillas propias y hechas, lo que dio origen al Silabario hispanoamericano.
Duffloqc, siempre hablando desde su hispanismo, fue un eterno agradecido de este gesto y escribió al respecto, en su mismo silabario:

…tengo la grande e íntima satisfacción de haber sido honrado por España -la cuna de nuestra lengua y de sus letras- con la aprobación de este silabario y de otras tres obras didácticas del autor. A la Madre Patria, a quien todo le debemos en esta tierra en que nacimos, su sangre, su espíritu y su gracia y el acervo de su alta cultura, rindo un cálido homenaje de admiración y de respeto a sus valores intelectuales, que hoy y siempre se esfuerzan por mantener en el alto sitial que ocupa en el mundo el armonioso lenguaje de Cervantes.

El propio Dufflocq pudo hacer una sorprendente demostración en la Madre Patria, que le permitió expandir más aún el prestigio y la popularidad de su silabario: en el Instituto Ramiro de Maeztu de Madrid, a fines de 1951, le enseñó a leer y escribir a un grupo de veinte niños españoles de 5 y 6 años, en solamente 42 días, valiéndose de su manual. Los resultados fueron verificados y aplaudidos por José Mendo Remacha, director del instituto.
El profesor también fue capaz de imponer una filosofía de servicio educacional que ojalá nunca se hubiese perdido, ni siquiera parcialmente. Entrevistado por la señalada revista En Viaje, declaró sobre el poder e hito sin parangón de su Silabario Hispano Americano, además de su propio legado:

«Enseñar a leer no es una ciencia, es un arte y creo que el idioma castellano es el más fácil del mundo para aprender a leerlo y escribirlo como lengua materna, pues le falta un soplo para llegar con precisión a esa inmutabilidad de las matemáticas, vale decir, de la ciencia más exacta que ha ideado el hombre hasta nuestros días».
«Los resultados que se obtienen con mi Silabario exceden las aspiraciones de los maestros que lo utilizan».
«Es sencillo y práctico para los niños y adultos, pues estos últimos aprenden solos: basta para ello darles unas cuantas explicaciones previas».
Adrián Dufflocq

## Obras
- Silabario hispano americano: método fónico-sensorial-objetivo-sintético. Buenos Aires, Colihue, 1948.
- Texto de escritura y caligrafía : hispano americano. Buenos Aires: Copihue, 1953.
- Silabario hispano americano (adaptado para adultos) : método fónico, sensorial, objetivo, sintético, deductivo. Santiago de Chile : Zig-zag, 1964